# Grimstrup Sogn
Grimstrup Sogn er et sogn i Skads Provsti (Ribe Stift).
I 1800-tallet var Vester Nykirke Sogn anneks til Grimstrup Sogn. Begge sogne hørte til Skast Herred i Ribe Amt. Trods annekteringen udgjorde hvert sogn sin egen sognekommune. Ved kommunalreformen i 1970 blev Vester Nykirke indlemmet i Bramming Kommune, der ved strukturreformen i 2007 indgik i Esbjerg Kommune, og Grimstrup blev indlemmet i Helle Kommune, der ved strukturreformen indgik i Varde Kommune - her blev den sydlige del af Grimstrup Sogn omkring Grimstrup by dog lagt til Esbjerg Kommune.
I 1961 blev Rousthøje Kirke opført, og Rousthøje blev et kirkedistrikt i Grimstrup Sogn. Det blev i 2010 udskilt som det selvstændige Rousthøje Sogn.
I Grimstrup Sogn ligger Grimstrup Kirke.
I Grimstrup og Rousthøje sogne findes følgende autoriserede stednavne:
- Bavnehøj (areal)
- Blankstedgård (bebyggelse)
- Blåholm (bebyggelse)
- Dyrbæk (bebyggelse)
- Egebjerg (areal)
- Gammel Hjortkær (bebyggelse, ejerlav)
- Grimstrup (bebyggelse, ejerlav)
- Grimstrup Krat (areal)
- Hinkbøl (bebyggelse, ejerlav)
- Hjortkær (bebyggelse)
- Jonsbjerg (areal)
- Knoldefod (bebyggelse)
- Ringdale (bebyggelse)
- Roust (bebyggelse, ejerlav)
- Rousthøje (bebyggelse, ejerlav)
- Spangdale (bebyggelse)
- Ulvemose (areal)
- Ålbjerg (areal)